# Nonna Viktorovna Mordjukova
Nonna Viktorovna Mordjukova in russo Нонна Викторовна Мордюкова? (Kostiantynivka, 25 novembre 1925 – Mosca, 6 luglio 2008) è stata un'attrice russa, fino al 1991 sovietica.
Gli è stato dedicato un asteroide, 4022 Nonna.

## Filmografia parziale

### Cinema
- Čužaja Rodnja (1955)
- Crociera di lusso per un matto (1968)